# Estação Bellavista de La Florida
A Estação Bellavista de La Florida é uma das estações do Metrô de Santiago, situada em Santiago, entre a Estação Mirador e a Estação Vicente Valdés. Faz parte da Linha 5.
Foi inaugurada em 05 de abril de 1997. Localiza-se no cruzamento da Avenida Vicuña Mackenna com a Rua El Cabildo. Atende a comuna de La Florida.